# Sternopriscus wehnckei
Sternopriscus wehnckei är en skalbaggsart som beskrevs av Sharp 1882. Sternopriscus wehnckei ingår i släktet Sternopriscus och familjen dykare. Inga underarter finns listade i Catalogue of Life.